# Saranda
Saranda (albanska: Sarandë med böjningsformen Saranda; grekiska: Άγιοι Σαράντα, Ágioi Saránta; italienska: Santi Quaranta), antikens Onchesmos, är centralort i distriktet Saranda i Albanien och ligger mitt emot Korfu. Invånarantalet är cirka 35 000. Området lever på fiske, djurskötsel och jordbruk. Centralorten Saranda kallas av albanerna smekmånadens stad.

## Namn
Saranda har haft olika namn i stadens långa historia. I det antika Epirus gick den under namnet Anchises, i Romarriket Onchesmus, under bysantinsk tid Hagia Saranda efter ett kloster med samma namn. På grekiska betyder Saranda talet fyrtio som det fick då det sägs att det fanns 40 kyrkor runt klostret, och som även är ett särskilt tal både i kristendomen och islam.[källa behövs]

## Förvaltningsområde och demografi
Kommunen upprättades genom en administrationsreform 2014, i och med att den tidigare kommunen Saranda slogs samman med landskommunen Ksamili. De tidigare kommunerna ingår numera som kommunindelningar i den nya storkommunen. Kommunen har sitt huvudsäte i Saranda.
Vid folkräkningen 2011 hade den dåvarande kommunen 17 233 invånare, medan de två kommunerna som i dag utgör storkommunen Saranda, tillsammans hade 20 227 invånare.
Fram till år 2000 var den tidigare stads- och landskommunen en del av distriktet Saranda. Den dåvarande stadskommunen omfattar staden Saranda och bosättningarna Gjashtë, Metoq, Çukë och Shelegar.

## Historia
Saranda, som grundades av en forngrekisk folkstam, blev befäst med en 850 meter lång, 6 meter hög vall på 300-talet f.Kr. Saranda drabbades av ständiga anfall från barbariska erövrare före den venetianska ockupationen 1386.
Saranda ligger ett par kilometer från Korfu och staden har haft gemensam historia med ön. Dagens stad grundades under osmansk tid ovanpå den antika staden som förstördes av goterna 552.
Staden var en viktig militärbas i första världskriget för den italienska sjöfarten mellan åren 1915 och 1918. Under denna period kallades staden Pyro av albanerna. Stadens hamn användes som en språngbräda när Italien ockuperade Albanien. Efter juni 1939 under den italienska ockupationen kallades hamnen Porto Edda för att hedra Mussolinis dotter Edda. Under det italiensk-grekiska kriget som följde slogs italienarna tillbaka och staden hamnade under grekisk kontroll fram till Tysklands invasion i Grekland.
Under Enver Hoxhas envälde blev Saranda en semesterstad från mitten av 1950-talet. Flera livsmedelsfabriker etablerades också, samt lantbruksverksamheter. 1967 bodde 8 700 invånare i staden.
Efter diktaturens fall 1991 stängdes flera av stadens fabriker ner, något som ledde till stigande arbetslöshet och ökad fattigdom.
Ökad tillströmning av turister till Saranda har gynnat stadens ekonomi.

## Turism
På kort avstånd från staden finns områden som Ksamili och Borsh. 22 km öster om Saranda ligger vattenfenomenet Blå ögat.
I dag är turismen stadsinvånarnas viktigaste inkomst. Det byggs många nya hotell och semesterlägenheter. Staden upplever allt mer en expansion i tidigare obebodda områden. Därför liknar staden inte längre en liten kuststad.
Den största sevärdheten i Saranda är den antika ruinstaden Butrint, som ligger cirka 15 kilometer söderut. Resterna av den antika staden upptogs i UNESCO:s världsarvslista år 1992. Andra sevärdheter är kyrkan Shën Kollë och källvattnet Blåa ögat nära Muzina. Också den antika staden Phoinike söderut är en sevärdhet. Där grävdes det fram en teater 2006.

## Vänorter
Saranda har följande vänorter:
| - Tiranë, Albanien - Gjirokastër, Albanien - Himarë, Albanien | - Kerkyra, Grekland - Igoumenitsa, Grekland - Ulcinj, Montenegro | - Split, Kroatien [källa behövs] - Pula, Kroatien [källa behövs] - Marmaris, Turkiet |

## Galleri

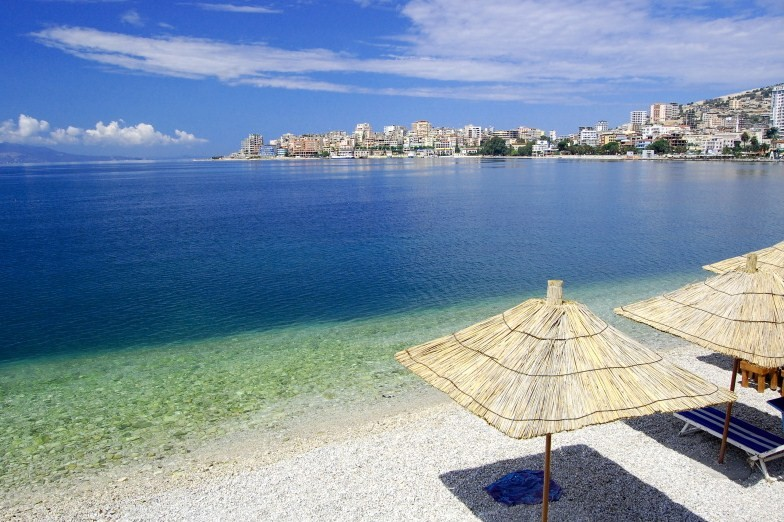
Ag.Saranda - Panorama
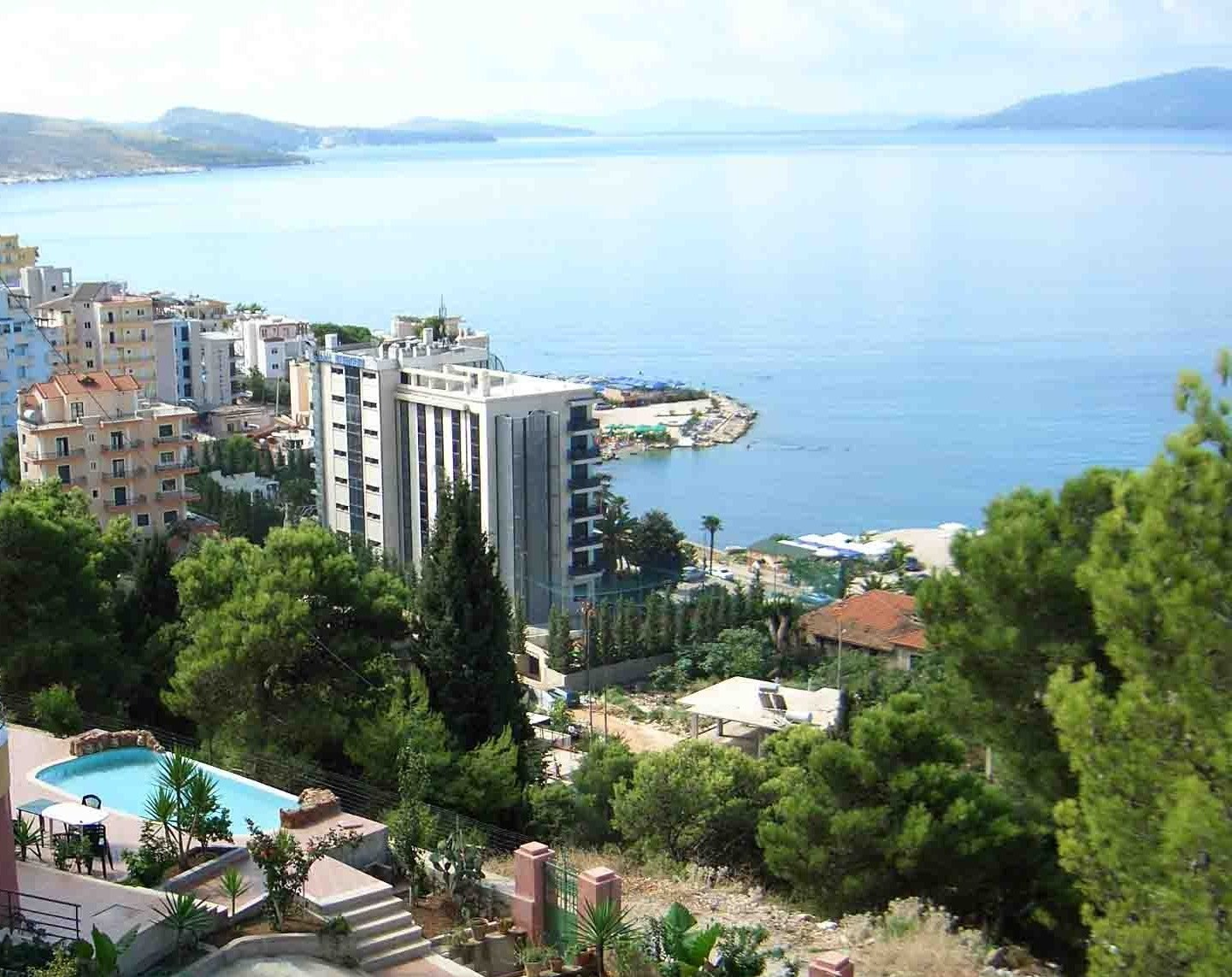
Kuruku 22 - Saranda Bay
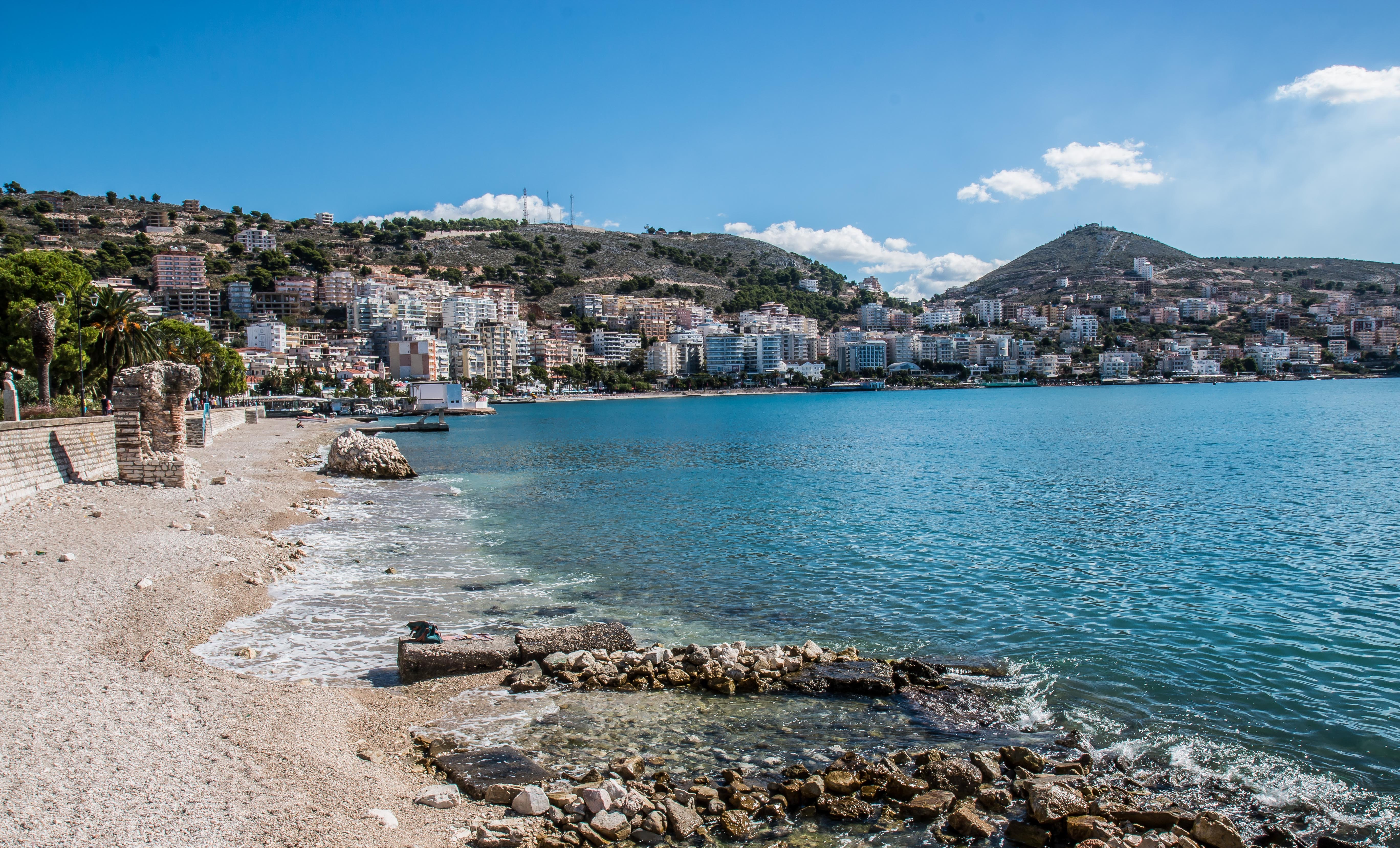
Utsikt över Sarandas kust
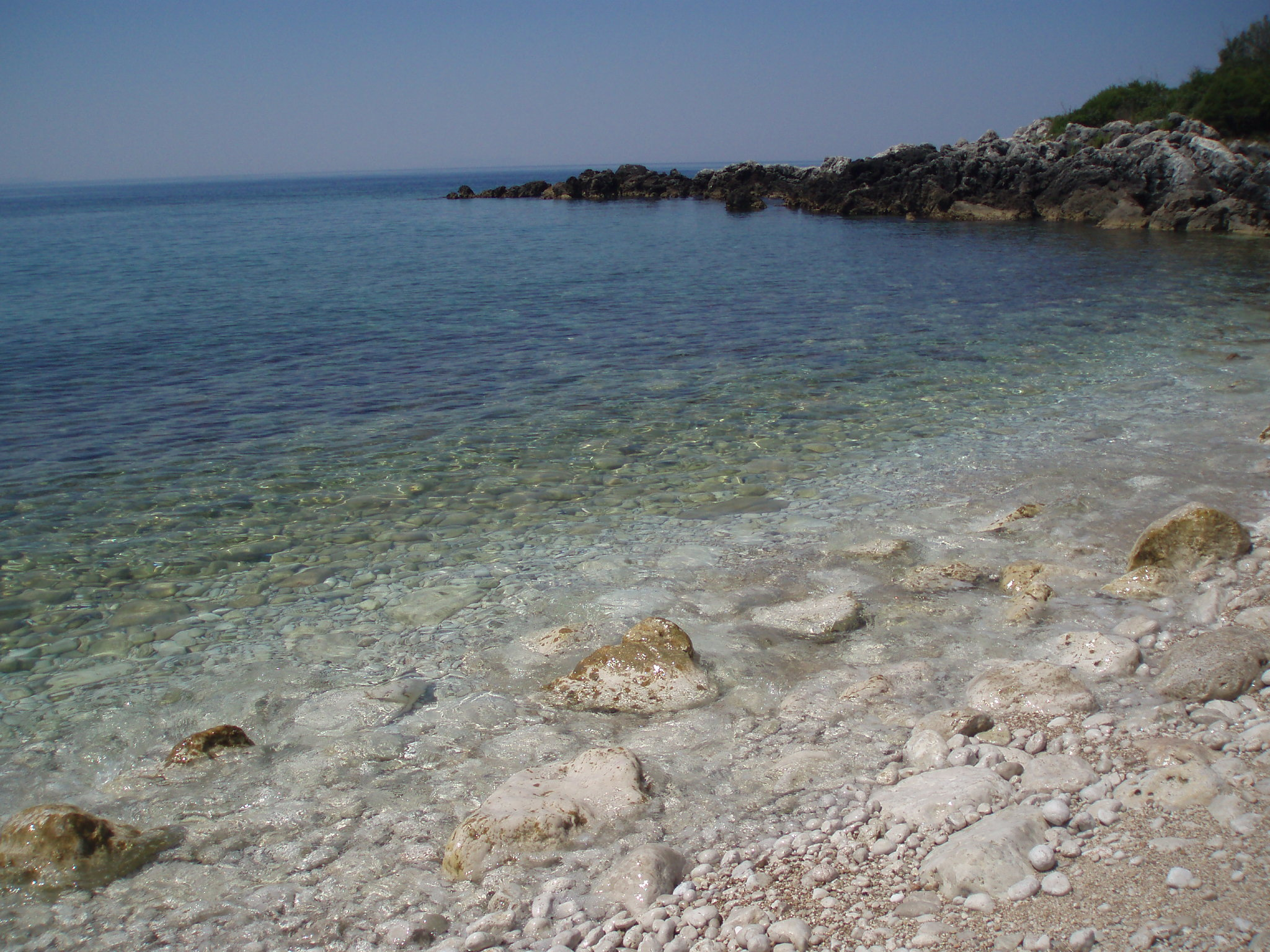
Strand i Saranda
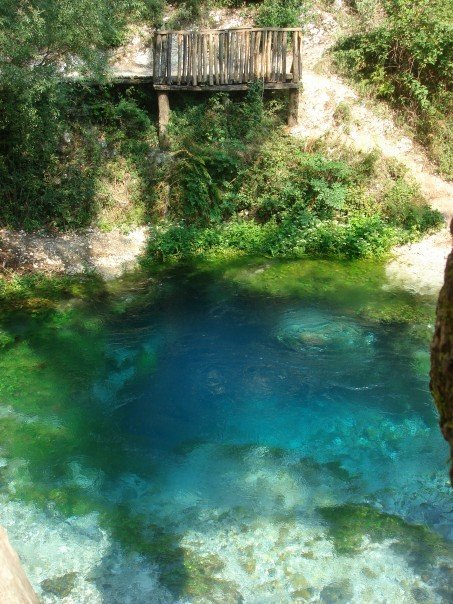
Syri i Kaltër, Albanien